# San Francisco Libre
San Francisco Libre è un comune del Nicaragua facente parte del dipartimento di Managua.